# SiRF

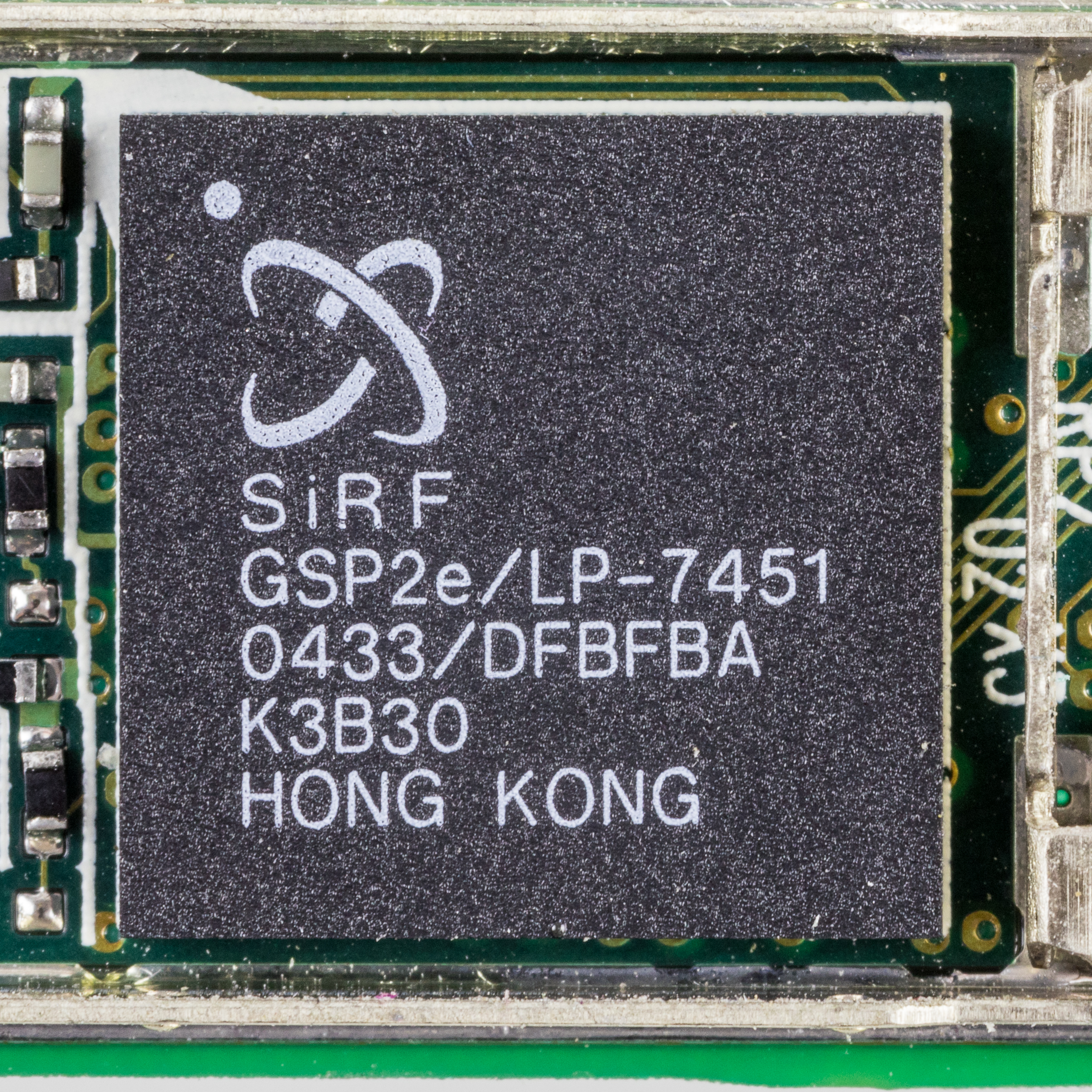
SiRF II chip

SiRF Technology Holdings, Inc. (NASDAQ: SIRF) é uma empresa que fabrica uma série de chipsets GPS e softwares para sistemas e dispositivos de navegação. Os chips são baseados em controladores ARM integrados com receptores de radio de baixo ruído para decodificar sinais GPS em níveis de sinal muito baixos (normalmente -160dBm).
Chips SiRF também suportam SBAS para permitir posições corrigidas diferencialmente.
A arquitetura SiRFstar III é projetada para ser útil em aplicações baseadas em serviços móveis (location-based services) em dispositivos wireless e palmtops, para redes assíncronas 2G, 2.5G e 3G.
A família SiRFstarIII é compreendida do IC RF GRF3w, a parte digital do GSP3f, e do software GSW3 que é uma API compatível com o GSW2 e SiRFLoc. Os Chips têm sido adotados pela maior parte dos fabricantes de GPS, incluindo a Sony, Garmin, TomTom e Magellan.
Como pioneira no uso comercial do GPS para aplicações de consumo, a empresa foi fundada em 1995 e tem sua sede em San Jose, California.